# Dalladora antiga
Una dalladora antiga era una dalladora d'ús agrícola que servia per a la collita (curta i recull) de cultius quan estan madurs.

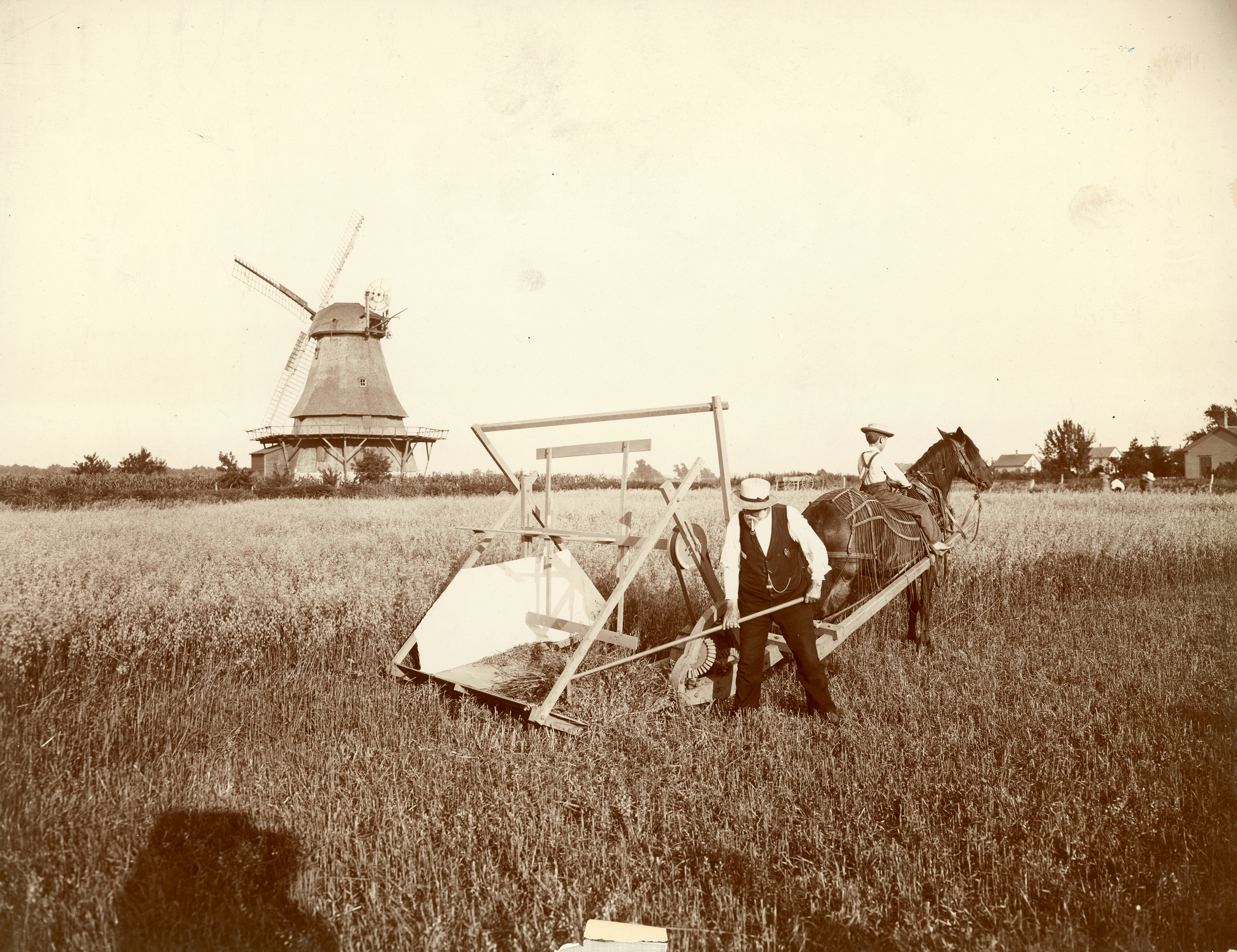
Dalladora Cyrus McCormick, durant la seva presentació a Virgínia (EUA).

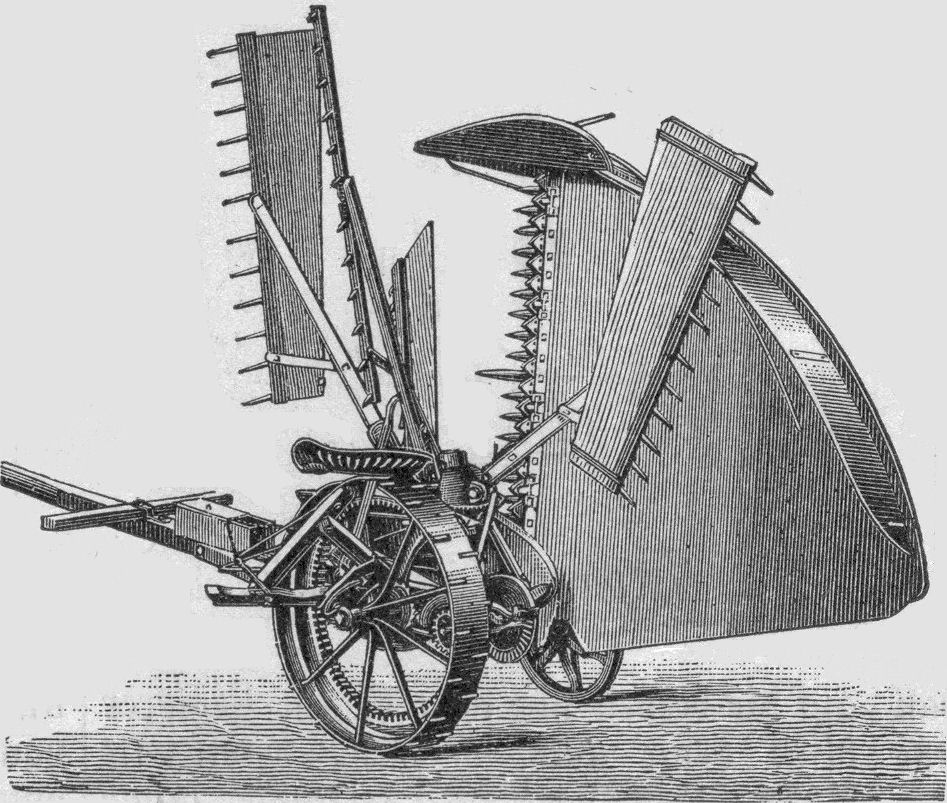
Dalladora de la Federació Alemanya en el 1889.

S'emprava com una talladora de pastura o dacsa. Acabada de tallar la dacsa es posava per tal de permetre el pas següent de la màquina.
Aquesta dalladora va ser descartada per la inclusió de les dalladores mecàniques, les quals desenvoluparen un mecanisme per a l'enlairament del material tallat, en les versions posteriors es va estendre la sortida en forma de zbierek llest per executar politges.